# Nickname
Unter Nickname (englisch für Spitzname, oft kurz Nick) versteht man im heutigen deutschen Sprachgebrauch einen meist kurzen Namen, den ein Benutzer in der Regel über längere Zeit im Internet oder auf LAN-Partys benutzt. Er dient meist zur Anmeldung auf ein Benutzerkonto und erfordert eine Registrierung.
„Nickname“ hat im deutschen Sprachgebrauch eine andere Bedeutung als „Spitzname“: Ersterer beschränkt sich meist auf das Internet, womöglich auch auf Dienste ohne festes Benutzerkonto, z. B. Internet Relay Chat. Zudem hat er oft auch eine persönlichere und informellere Konnotation als der Benutzername und wird vom Benutzer selbst nach eigenen Maßstäben gewählt.
 Zum Vergleich: Realname, auch Klarname, ist ein echter, bürgerlicher Name, etwa in der Form „Vorname Nachname“ oder „Nachname, Vorname“. In einigen Angeboten gibt es einen regen Streit, ob man sich per Realname oder Nickname vorzustellen hat; zuweilen empfiehlt sich aus Datenschutzgründen ausdrücklich ein Nickname.

## Nickname-Typen
- Realname (orthonym, auch abgekürzt, z. B. als Akronym oder Kurzwort)
- Spitzname (außerhalb des Internets entstanden, z. B. in der Kindheit)
- Namen bekannter Persönlichkeiten, Orte, Gegenstände oder Fahrzeuge (z. B. Ente, Barockengel, Schneewittchensarg) usw.
- Ironische Namen (z. B. Noob)
- Leetspeaknamen
- Pseudonyme
- Neologismen
- Kleine Sätze (z. B. ichbinsotoll, duhastmichlieb, erstinktnachfisch)

## Wortherkunft
Das englische Wort nickname bedeutet Spitzname. Mitte des 15. Jahrhunderts in frühneuenglischer Sprache als neke name bezeugt, geht es auf das ab etwa 1300 überlieferte mittelenglische eke name ‘Spitzname, Zuname, Beiname’ zurück (im Vorderglied altenglisch eaca ‘Mehrung, Vermehrung’, eacian ‘(ver-)mehren’). Das anlautende n in frühneuenglisch neke name geht auf das falsch abgetrennte n des unbestimmten Artikels zurück: an eke name > a neke name. Dem mittelenglischen eke name entsprechen niederdeutsch Ökelname oder Ekelname, altnordisch auka-nefi, auknafn, schwedisch öknamn und dänisch ögenavn.